# Sellas Tetteh
Sellas Tetteh Teivi (Adabraka, 12 dicembre 1956) è un ex calciatore e allenatore di calcio ghanese.

## Biografia
Nato ad Adabraka, piccolo villaggio nella regione della Grande Accra, suo padre era un meccanico e sua madre una commerciante. Ha frequentato la All Saints Primary School, la Bishops Boys Middle School e si è diplomato al Royal Technical College di Accra. È sposato con Elizabeth Idun Teivi, dalla quale ha avuto due figli: Precious Awefa Teivi e Prince Kelvin Sowah Teivi.
Profondamente religioso è un seguace del profeta nigeriano T. B. Joshua, al quale ha dedicato i suoi successi sportivi attribuendogli il ruolo di guida ed ispiratore.

## Carriera

### Giocatore
Dopo aver militato nelle giovanili del Great Mao Mao inizia la sua carriera da professionista in patria giocando con alcuni club minori quali Golden Pods, C.I.L. e Apex Mills poi nel 1982 si trasferisce in Nigeria per vestire la maglia del Julius Berger di Lagos. Dopo una sola stagione rientra in Ghana per giocare con l'Hearts of Oak ma già l'anno successivo torna al Julius Berger. Dopo un'altra stagione in patria con lo Zebi abbandona definitivamente il suo paese e torna in Nigeria dove gioca per diverse formazioni (Julius Berger, ACB, Bendel United e Iwuayanwu Nationale) sino al ritiro, con la sola eccezione della stagione 1988 passata in Bangladesh con il Brothers United.

### Allenatore

#### Club
Inizia la sua carriera alla guida del Kotobabi Powerlines, squadra della terza divisione ghanese. Nel 1996 approda al Liberty Professionals con cui conquista la promozione in prima divisione nella stagione 1997-98. Nel 2002 guida il club al miglior piazzamento della sua storia nel campionato ghanese portandolo al terzo posto finale e nel 2004 alla prima esperienza internazionale nella CAF Confederation Cup poi conclusa con l'eliminazione ai calci di rigore per opera dei sudanesi dell'Al-Hilal.
A partire dal 1999 ricopre il doppio ruolo di allenatore del Liberty Professional e della selezione nazionale ghanese (partendo dall'Under-17 sino ad arrivare alla nazionale maggiore). Nel 2007 si dimette dal ruolo di allenatore della squadra ma continua a collaborare col club in qualità di direttore tecnico. Tuttavia nel 2009 torna a ricoprire il ruolo di allenatore, evento che si ripete nuovamente nel 2012 quando gli viene riaffidata la panchina in sostituzione del precedente tecnico J.E. Sarpong.
Tetteh ha conseguito diversi attestati da allenatore in Ghana e negli Stati Uniti.

#### Nazionale
Il primo incarico affidatogli dalla federazione ghanese è la guida della rappresentativa universitaria nel 1999. Successivamente ricopre l'incarico di commissario tecnico della nazionale ghanese Under-17 e poi della nazionale ghanese Under-23, entrambi i ruoli gli vengono affidati dopo un periodo come viceallenatore. Nel 2008 diventa il selezionatore della nazionale maggiore ma dopo un solo anno passa a guidare la nazionale ghanese Under-20. Con la rappresentativa giovanile ghanese ottiene i suoi maggiori successi in carriera, nel 2009 vince prima la Coppa d'Africa Under-19 e poi il campionato mondiale Under-20.
Terminato il mandato con la federcalcio ghanese, nel 2010 viene nominato allenatore della nazionale del Ruanda, ruolo da cui si dimette nel 2011.
Nel 2012 viene nuovamente chiamato a guidare la nazionale ghanese Under-20 con il compito di qualificarla al campionato mondiale di categoria del 2013, obiettivo centrato grazie al secondo posto finale ottenuto nella Coppa delle Nazioni Africane Under-20 2013. Nella competizione mondiale giovanile svoltasi in Turchia il Ghana ottiene poi il terzo posto finale.
Nell'agosto 2015 gli viene affidato l'incarico di ct della nazionale sierraleonese, ruolo che ricopre contestualmente a quello di ct della nazionale ghanese Under-20 fino al marzo 2016, quando lascia quest'ultima nazionale. Nel maggio 2017 lascia anche la panchina della Sierra Leone per fare spazio a John Keister. Nell'agosto 2019 torna a rivestire il ruolo di ct della Sierra Leone, ruolo mantenuto sino al marzo 2020.

## Palmarès

### Giocatore

#### Competizioni nazionali
- Campionato ghanese: 1

Hearts of Oak: 1984
- Campionato nigeriano: 1

Iwuanyanwu: 1993

### Allenatore
- Campionato WAFU Under-20: 1

Ghana: 2008
- Coppa delle Nazioni Africane Under-20: 1

Ghana: 2009
- Campionato mondiale Under-20: 1

Ghana: 2009